# Trichospermum involucratum
Trichospermum involucratum är en malvaväxtart som först beskrevs av Elmer Drew Merrill, och fick sitt nu gällande namn av Adolph Daniel Edward Elmer. Trichospermum involucratum ingår i släktet Trichospermum och familjen malvaväxter. Inga underarter finns listade i Catalogue of Life.